# Anisodus acutangulus
Anisodus acutangulus är en potatisväxtart som beskrevs av Cheng Yih Wu och C. Chen. Anisodus acutangulus ingår i släktet Anisodus och familjen potatisväxter. Utöver nominatformen finns också underarten A. a. breviflorus.